# 대모벌
대모벌은 대모벌과의 벌이다. 거미를 마취시켜 애벌레의 먹이로 사용하는 사냥벌이다.